# Historische Pool van Defensie
De Historische Pool van Defensie was een adviesraad betreffende waardevolle militaire locaties in België die behoren tot het gemeenschappelijk erfgoed.

## Situering
Op initiatief van de vroegere minister van Defensie André Flahaut (PS) zag deze adviesraad het levenslicht bij wet van 14 juni 2006. De raad kwam op 20 maart 2007 voor het eerst bij elkaar in de centrale bibliotheek van Defensie in Evere, waar zich een historisch militair archief bevindt.
Volgens de statuten bestond de taak van deze raad erin het historisch erfgoed van Defensie te inventariseren, adviezen te verstrekken over het behoud, de instandhouding en de opwaardering ervan. Door dit initiatief bleef het militair verleden een deel van het collectief geheugen. Mede door deze Pool werd het militaire erfgoed globaal beheerd.  
De volgende militaire locaties die behoren tot de iconen van de Belgische militaire geschiedenis werden ondergebracht in deze historische pool:
- Koninklijk Museum van het Leger en van de Krijgsgeschiedenis te Brussel
- Het Nationaal Gedenkteken Fort van Breendonk
- De dodengang van Diksmuide
- Het Fort Eben-Emael
- De Commandobunker van Kemmel of de JS-MK bunker in de Kemmelberg tijdens de Koude Oorlog
- McAuliffe-kelder in Bastenaken (voorstel)

Sinds 2017 valt de Historische Pool van Defensie onder het War Heritage Institute, een koepelorganisatie die verschillende federale militaire instellingen, musea en sites beheert. Enkele sites van de Historische Pool van Defensie werden onder het beheer van het WHI geplaatst terwijl andere sites, zoals het Fort van Eben-Emael, door derden zullen worden uitgebaat.